# Siêu cúp bóng đá châu Âu 2020
Siêu cúp châu Âu 2020 là lần tổ chức thứ 45 của trận Siêu cúp châu Âu, trận đấu bóng đá thường niên được tổ chức bởi UEFA và bao gồm hai đội đương kim vô địch của hai giải đấu cấp câu lạc bộ châu Âu chính, UEFA Champions League và UEFA Europa League. Trận đấu có sự xuất hiện của câu lạc bộ Đức Bayern Munich, đội vô địch UEFA Champions League 2019-20, và câu lạc bộ Tây Ban Nha Sevilla, đội vô địch UEFA Europa League 2019-20. Trận đấu được diễn ra tại Sân vận động Puskás ở Budapest, Hungary vào ngày 24 tháng 9 năm 2020.
Trận đấu ban đầu dự kiến được diễn ra tại Sân vận động Dragão ở Porto, Bồ Đào Nha, vào ngày 12 tháng 8 năm 2020; tuy nhiên, sau khi đại dịch COVID-19 ở châu Âu khiến cho các trận chung kết cấp câu lạc bộ của mùa giải trước bị hoãn, Ủy ban điều hành UEFA lựa chọn  dời trận chung kết Champions League được xếp lịch lại đến Bồ Đào Nha, và hoãn rồi dời địa điểm tổ chức trận Siêu cúp đến Budapest.
Sau các cuộc thảo luận với 55 hiệp hội thành viên vào ngày 19 tháng 8 năm 2020, vào ngày 25 tháng 8 năm 2020, Ủy ban điều hành UEFA quyết định sử dụng trận Siêu cúp châu Âu 2020 như là trận đấu thử nghiệm có thể cho phép số lượng khán giả giảm, lên đến 30% sức chứa của sân vận động vào sân, và đây sẽ là trận đấu chính thức đầu tiên của UEFA có khán giả kể từ khi các giải đấu của họ được trở lại vào tháng 8 năm 2020.
Bayern Munich giành chiến thắng 2–1 sau hiệp phụ để có lần thứ hai giành danh hiệu Siêu cúp châu Âu.

## Các đội bóng
| Đội           | Lọt vào với tư cách                           | Các lần tham dự trước (in đậm thể hiện năm vô địch) |
| ------------- | --------------------------------------------- | --------------------------------------------------- |
| Bayern Munich | Đội vô địch của UEFA Champions League 2019-20 | 4 (1975, 1976, 2001, 2013)                          |
| Sevilla       | Đội vô địch của UEFA Europa League 2019-20    | 5 (2006, 2007, 2014, 2015, 2016)                    |

## Địa điểm

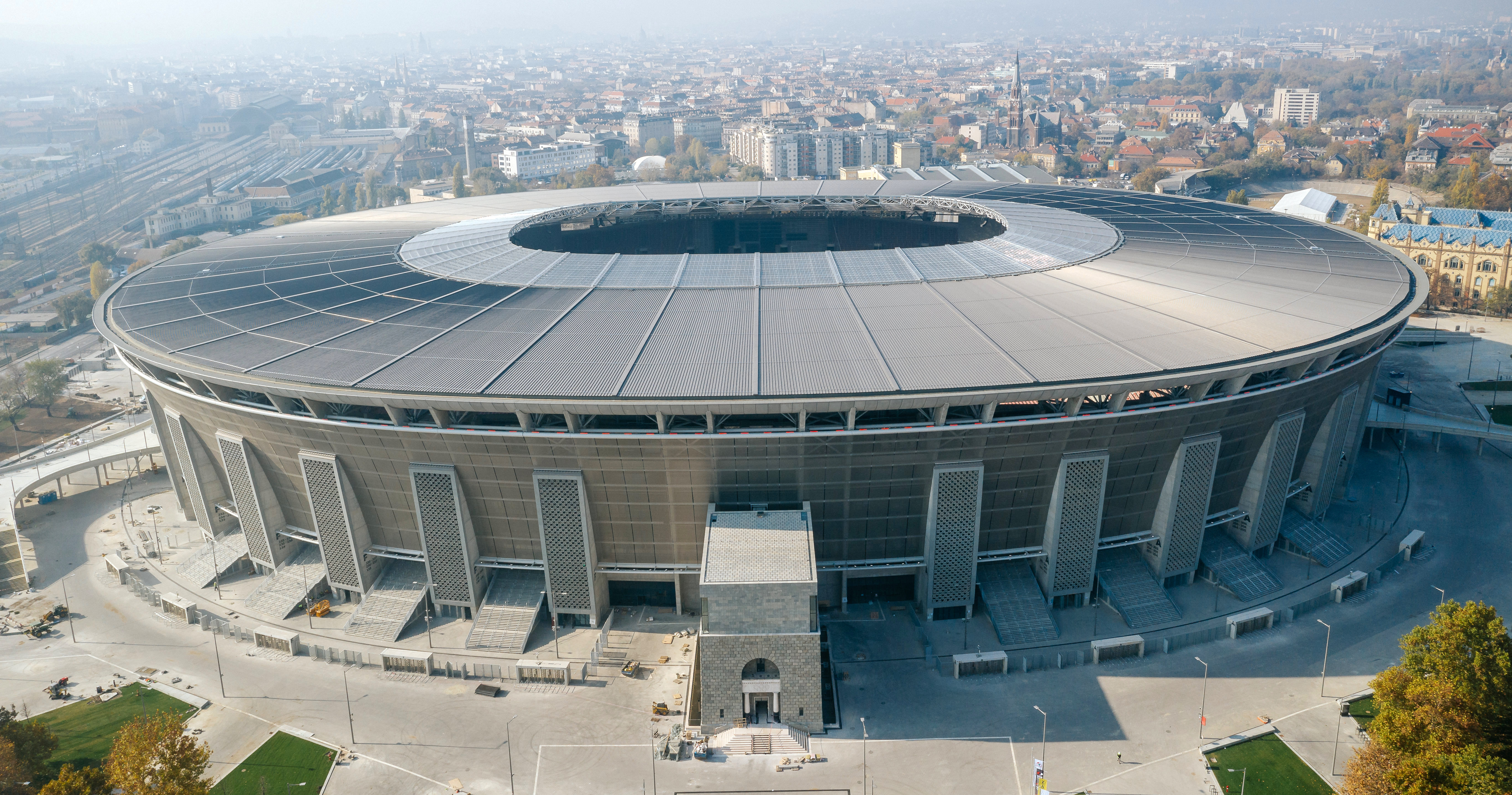
Sân vận động Puskás ở Budapest là nơi tổ chức trận đấu.

Sân vận động Dragão đã được lên kế hoạch để tổ chức trận Siêu cúp châu Âu đầu tiên. Sân đã tổ chức UEFA Euro 2004 và chung kết UEFA Nations League 2019. Tuy nhiên, thành phố Porto và Bồ Đào Nha nói chung đã từng chứng kiến một trận Siêu cúp trước đấy vào năm 1987, khi Sân vận động Antas hiện đã bị phá hủy tổ chức trận lượt về.
Đây là trận chung kết giải đấu cấp câu lạc bộ UEFA đầu tiên được tổ chức tại Sân vận động Puskás và là trận thứ hai tại Budapest và Hungary, đã tổ chức trận chung kết UEFA Women's Champions League 2019 tại Sân vận động Groupama. Trước khi di dời, sân vận động đã được lựa chọn là một trong những nơi tổ chức UEFA Euro 2020 cũng như tổ chức trận chung kết UEFA Europa League 2022, trước khi được dời lại sang năm 2023.

## Trước trận đấu

### Bán vé
Vé được bán cho công chúng đến ngày 9 tháng 9 năm 2020. Hơn nữa, 3.000 vé có sẵn dành cho các cổ động viên của mỗi đội. Các biện pháp vệ sinh nghiêm ngặt được thực hiện trong suốt trận đấu, và những người có vé từ nước ngoài phải xuất trình bằng chứng về việc xét nghiệm PCR SARS-CoV-2 âm tính được thực hiện trong vòng ba ngày khi nhập cảnh và phải rời khỏi đất nước trong vòng 72 giờ sau khi nhập cảnh.

### Tổ trọng tài
Vào ngày 15 tháng 9 năm 2020, UEFA lựa chọn trọng tài người Anh Anthony Taylor là người điều khiển cho trận đấu. Taylor là trọng tài FIFA kể từ năm 2013, và đã từng làm việc với tư cách là một trong những trợ lý trọng tài bổ sung trong trận Siêu cúp châu Âu 2014, Chung kết UEFA Europa League 2015, Chung kết UEFA Champions League 2016 và Chung kết UEFA Euro 2016. Ông làm việc cùng với những người đồng hương, với Gary Beswick và Adam Nunn là trợ lý trọng tài, Stuart Attwell là trợ lý trọng tài video (VAR) và Paul Tierney là trợ lý tổ VAR. Trọng tài người Israel Orel Grinfeld là trọng tài thứ tư.

## Thông tin trận đấu

### Chi tiết
Đội vô địch Champions League được chỉ định là đội "chủ nhà" vì mục đích hành chính.
| Bayern Munich                  | 2–1 (s.h.p.) | Sevilla               |
| ------------------------------ | ------------ | --------------------- |
| - Goretzka 34' - Martínez 104' | Chi tiết     | - Ocampos 13' (ph.đ.) |

| Bayern Munich | Sevilla |

| GK                | 1  | Manuel Neuer (c)   |       |      |
| RB                | 5  | Benjamin Pavard    |       |      |
| CB                | 21 | Lucas Hernandez    | 90+1' | 99'  |
| CB                | 4  | Niklas Süle        |       |      |
| LB                | 27 | David Alaba        | 12'   | 112' |
| CM                | 18 | Leon Goretzka      |       | 99'  |
| CM                | 6  | Joshua Kimmich     |       |      |
| RW                | 10 | Leroy Sané         |       | 70'  |
| AM                | 25 | Thomas Müller      |       |      |
| LW                | 7  | Serge Gnabry       |       |      |
| CF                | 9  | Robert Lewandowski |       |      |
| Dự bị:            |    |                    |       |      |
| GK                | 26 | Sven Ulreich       |       |      |
| GK                | 35 | Alexander Nübel    |       |      |
| DF                | 17 | Jérôme Boateng     |       | 112' |
| DF                | 41 | Chris Richards     |       |      |
| MF                | 8  | Javi Martínez      |       | 99'  |
| MF                | 11 | Michaël Cuisance   |       |      |
| MF                | 19 | Alphonso Davies    |       | 99'  |
| MF                | 24 | Corentin Tolisso   |       | 70'  |
| MF                | 30 | Adrian Fein        |       |      |
| MF                | 40 | Malik Tillman      |       |      |
| MF                | 42 | Jamal Musiala      |       |      |
| FW                | 14 | Joshua Zirkzee     |       |      |
| Huấn luyện viên:  |    |                    |       |      |
| Hans-Dieter Flick |    |                    |       |      |

| GK               | 13 | Yassine Bounou    |       |     |
| RB               | 16 | Jesús Navas (c)   |       |     |
| CB               | 20 | Diego Carlos      |       |     |
| CB               | 12 | Jules Koundé      | 55'   |     |
| LB               | 18 | Sergio Escudero   | 119'  |     |
| CM               | 8  | Joan Jordán       | 45+1' | 94' |
| CM               | 25 | Fernando          | 70'   |     |
| CM               | 10 | Ivan Rakitić      |       | 56' |
| RF               | 7  | Suso              |       | 73' |
| CF               | 9  | Luuk de Jong      |       | 56' |
| LF               | 5  | Lucas Ocampos     |       |     |
| Dự bị:           |    |                   |       |     |
| GK               | 1  | Tomáš Vaclík      |       |     |
| GK               | 31 | Javi Díaz         |       |     |
| DF               | 3  | Sergi Gómez       |       |     |
| MF               | 6  | Nemanja Gudelj    |       | 73' |
| MF               | 14 | Óscar             |       |     |
| MF               | 19 | Marcos Acuña      |       |     |
| MF               | 21 | Óliver Torres     |       | 56' |
| MF               | 22 | Franco Vázquez    |       | 94' |
| FW               | 11 | Munir             |       |     |
| FW               | 15 | Youssef En-Nesyri |       | 56' |
| FW               | 24 | Carlos Fernández  |       |     |
| FW               | 29 | Bryan Gil         |       |     |
| Huấn luyện viên: |    |                   |       |     |
| Julen Lopetegui  |    |                   |       |     |

| Cầu thủ xuất sắc nhất trận đấu: Thomas Müller (Bayern Munich) Trợ lý trọng tài: Gary Beswick (Anh) Adam Nunn (Anh) Trọng tài thứ tư: Orel Grinfeld (Israel) Trợ lý trọng tài video: Stuart Attwell (Anh) Trợ lý tổ trợ lý trọng tài video: Paul Tierney (Anh) | Luật trận đấu - 90 phút thi đấu chính thức - 30 phút hiệp phụ nếu tỷ số hòa sau thời gian thi đấu chính thức - Loạt sút luân lưu nếu tỷ số vẫn hòa sau 30 phút hiệp phụ - Mỗi đội có 12 cầu thủ dự bị - Mỗi đội có tối đa 3 quyền thay cầu thủ, với quyền thay thứ tư được cho phép ở hiệp phụ |

### Thống kê
| Thống kê           | Bayern Munich | Sevilla |
| ------------------ | ------------- | ------- |
| Bàn thắng ghi được | 1             | 1       |
| Tổng cú sút        | 7             | 1       |
| Cú sút trúng đích  | 2             | 1       |
| Cứu thua           | 0             | 1       |
| Kiểm soát bóng     | 62%           | 38%     |
| Phạt góc           | 2             | 0       |
| Phạm lỗi           | 5             | 7       |
| Việt vị            | 1             | 1       |
| Thẻ vàng           | 1             | 1       |
| Thẻ đỏ             | 0             | 0       |

| Thống kê           | Bayern Munich | Sevilla |
| ------------------ | ------------- | ------- |
| Bàn thắng ghi được | 0             | 0       |
| Tổng cú sút        | 8             | 3       |
| Cú sút trúng đích  | 2             | 3       |
| Cứu thua           | 3             | 2       |
| Kiểm soát bóng     | 60%           | 40%     |
| Phạt góc           | 5             | 5       |
| Phạm lỗi           | 7             | 6       |
| Việt vị            | 1             | 2       |
| Thẻ vàng           | 1             | 2       |
| Thẻ đỏ             | 0             | 0       |

| Thống kê           | Bayern Munich | Sevilla |
| ------------------ | ------------- | ------- |
| Bàn thắng ghi được | 1             | 0       |
| Tổng cú sút        | 10            | 2       |
| Cú sút trúng đích  | 3             | 1       |
| Cứu thua           | 1             | 2       |
| Kiểm soát bóng     | 59%           | 41%     |
| Phạt góc           | 3             | 1       |
| Phạm lỗi           | 3             | 4       |
| Việt vị            | 1             | 0       |
| Thẻ vàng           | 0             | 1       |
| Thẻ đỏ             | 0             | 0       |

| Thống kê           | Bayern Munich | Sevilla |
| ------------------ | ------------- | ------- |
| Bàn thắng ghi được | 2             | 1       |
| Tổng cú sút        | 25            | 6       |
| Cú sút trúng đích  | 7             | 5       |
| Cứu thua           | 4             | 5       |
| Kiểm soát bóng     | 60%           | 40%     |
| Phạt góc           | 10            | 6       |
| Phạm lỗi           | 15            | 17      |
| Việt vị            | 3             | 3       |
| Thẻ vàng           | 2             | 4       |
| Thẻ đỏ             | 0             | 0       |